# Агеева, Светлана Алексеевна
Светла́на Алексе́евна Аге́ева (16 января 1941 — 28 января 2020) — советская и российская актриса театра и кино.

## Биография
Светлана Агеева родилась 16 января 1941 года.
В 1964 году она окончила факультет музыкального театра Государственного института театрального искусства.
Выступала на сцене Московского Театра на Таганке, Свердловского театра музыкальной комедии, Ростовского театра юного зрителя, Липецкого драматического театра.
Светлана Агеева сыграла в таких фильмах, как «Операция „Ы“ и другие приключения Шурика», «Русские бабы», «Предел желаний», «Я купил папу», «Парижане», «Увольнение на берег» и т. д.

### Смерть
Светлана Агеева скончалась после продолжительной болезни 28 января 2020 года в Москве на 79-м году жизни.

## Фильмография
- 1962 — Увольнение на берег — девушка-кондуктор в автобусе
- 1962 — Я купил папу — Вера Павловна, воспитательница детского сада
- 1965 — Операция «Ы» и другие приключения Шурика — беременная пассажирка в автобусе
- 1965 — Приезжайте на Байкал
- 1974 — Совесть — дежурная в гостинице
- 2003 — Русские бабы — Серафима Павловна
- 2006 — Парижане — Ширак
- 2009 — Дольше века
- 2009 — Предел желаний